# Węsierski VI

Herb Węsierski VI

Węsierski VI (Wensierski, Gruchała-Węsierski) – kaszubski herb szlachecki.

## Opis herbu
Opis z wykorzystaniem zasad blazonowania, zaproponowanych przez Alfreda Znamierowskiego:
Na tarczy dzielonej w pas w polu górnym, srebrnym, pies czerwony biegnący, w polu dolnym, błękitnym, półksiężyc z twarzą złoty, nad którym trzy takież gwiazdy w pas (środkowa nieco niżej). Klejnotu i korony na hełmie brak. Labry: prawdopodobnie z prawej czerwone, podbite srebrem, z lewej błękitne, podbite złotem.

## Najwcześniejsze wzmianki
Herb wzmiankowany przez Nowego Siebmachera.

## Rodzina Gruchała-Węsierskich
Herb w opisanej tu postaci używany był przez Węsierskich osiadłych w połowie XIX wieku w Witoldowie w okręgu Bydgoskim. Zdaje się łączyć elementy właściwe Gruchałom (pies) z herbem Księżyc.

## Herbowni
Węsierski (Wensierski, Wesierski) z przydomkiem Gruchała.
Gruchałowie-Węsierscy notowani byli przede wszystkim z herbem Gruchała. Ponadto, przypisywano im błędnie herb Syrokomla. Węsierscy z innymi przydomkami posługiwali się szeregiem innych herbów, między innymi: Bronk, Cieszyca, Dułak, Dułak II, Dułak III, Dułak IV, Węsierski, Węsierski IV, Węsierski VI, Węsierski VII, Nieczuła, Tessen.